# جمعية العمل الوطني الديمقراطي
جمعية العمل الوطني الديمقراطي (وعد) هي تنظيم سياسي وطني ديمقراطي بحريني، وتتلخص رؤية «وعد» في بناء وطن يحكمه القانون وتسوده العدالة والحرية والتقدم.

## وصلات خارجية
- الموقع الرسمي لوعد
- / وعد على التوتر)